# Nightbreaker
Nightbreaker (Brasil: Síndrome Nuclear), também conhecido como Advance to Ground Zero, é um telefilme estadunidense de 1989, dirigido por Peter Markle.

## Sinopse
Depois de ser abordado por um homem que está morrendo de câncer porque participara de testes nucleares na década de 1950, em Nevada, o dr. Alexander Brown avalia seu envolvimento na exposição daqueles soldados à radiação.

## Elenco
- Martin Sheen ... Alexander Brown (atual)
- Emilio Estevez ... Alexander Brown (jovem)
- Joe Pantoliano ... Sargento Jack Russell
- Lea Thompson ... Sally Matthews
- Melinda Dillon ... Paula Brown
- Paul Eiding ... Roscoe Cummings
- Geoffrey Blake ... Python
- James Marshall ... Barney Immerman